# 秦和珍
秦和珍（1913年—1996年），原名秦令璞，字玉轩，男，山东金乡人，中华人民共和国政治人物。

## 生平
秦和珍是山东省金乡县鱼山乡秦庄村人早年考入滋阳乡村师范学校，后参加学生运动。抗日战争期间，组织第五战区第二抗日游击纵队、人民抗日义勇队第二总队第十三大队；1939年改编为八路军115师苏鲁豫支队第四大队，其任一营一连指导员。此后担任中共金乡县委书记、中共湖西地委秘书长。1945年，改任冀鲁豫十一专署巨南办事处主任。第二次国共内战期间，担任冀鲁豫七专署副专员、冀鲁豫二专署副专员、专员；兼任二专署战勤指挥部司令员、冀鲁豫战勤指挥部副司令员。1949年，任鲁中南第七地委书记。中华人民共和国成立后，担任中共中央山东分局组织部副部长、部长。1951年任山东省人民政府人事厅厅长。1956年，任中共山东省第一届委员会委员、中共惠民地委第一书记、中共济南市委第一书记。1962年，改任中共山东省委组织部长。1977年，升任中共山东省委书记、后兼任山东省人民政府副省长。1983年，任山东省人大常委会主任。